# كارلوس مولينا
كارلوس مولينا (بالإنجليزية: Carlos Molina)‏ (18 نوفمبر 1985 بسيتي أوف كوميرسي في الولايات المتحدة - ) هو ملاكم أمريكي، صنّف ضمن فئة وزن الخفيف.

## إحصائيات
خاض خلال مسيرته 21 نزالا، فاز في 17 وتعادل في 2 وخسر في 2. فاز بالضربة القاضية في 7 نزالات.

## روابط خارجية
- كارلوس مولينا على موقع بوكس ريك (الإنجليزية) (registration required)